# Willingham by Stow
Willingham by Stow, ook Willingham, is een civil parish in het bestuurlijke gebied West Lindsey, in het Engelse graafschap Lincolnshire. In 2001 telde het dorp 524 inwoners.